# Manipogo
A Manipogo a Manitoba-tóban (Manitoba, Kanada) élő tavi szörny, tudományos bizonyíték nincs a létezésére. A szemtanúk 1908-ban látták először a lényt. Az állítólagos teremtményt 1957-ben nevezték először Manipogónak, nevét a Brit Columbia tartomány tavi szörnye, Ogopogo után kapta.

## A lény
A beszámolók szerint nagyon hasonlít az Ogopogóhoz, egyes szemtanúk szerint kígyószerű lény, kerülete kb. 30 cm, a vízfelszín feletti testének hossza 3,6 méter, mások szerint lófejszerű feje van. Számos púpszerű képződmény látható a szörnyön.

## Észlelések
A legtöbb ember, aki látta, arról számolt be, hogy egyszerre több vízben úszó lényt is látott egymás mellett, lehetséges, hogy csoportban élnek, mint a cetek és a delfinek.
- 1948-ban C. P. Alric egy több mint 6 láb hosszú lényt látott kiemelkedni a tóból. A lény nem evilági hangon sikoltott.
- 1957-ben Louis Belcher és Eddie Nipanik hatalmas méretű kígyószerű lényt láttak a tóban.
- 1960-ban a Stople házaspár egy "hüllőszerű bestiát" látott elúszni a csónakuk mellett. Ugyanebben az évben 20 ember látta, amint a víz felszínén feltűnt egy "nagy hüllő". Néhány héttel ezután 17 ember látta a szörnyet a tó strandjának partjáról.
- 1962-ben Richard Vincent és John Konefell a tavon horgásztak, amikor egy hatalmas, óriás kigyóra emlékeztető lény úszott el a csónakuk mellett. A teremtményről fényképet is készítettek.